# Monuments nationaux de Kakanj
Cet article recense les monuments nationaux situés sur le territoire de la municipalité de Kakanj en Bosnie-Herzégovine et dans la fédération de Bosnie-et-Herzégovine. La liste établie par la Commission pour la protection des monuments nationaux compte 8 monuments nationaux inscrits sur la liste principale.

## Monuments nationaux
| Monument                                                                     | Localité          | Géolocalisation | Datation                       | Commentaire éventuel                                          | Photo |
| ---------------------------------------------------------------------------- | ----------------- | --------------- | ------------------------------ | ------------------------------------------------------------- | ----- |
| Mosquée de Kraljeva Sutjeska                                                 | Kraljeva Sutjeska |                 | Seconde moitié du XVe siècle ? |                                                               |       |
| Couvent franciscain de Kraljeva Sutjeska                                     | Kraljeva Sutjeska |                 | À partir du XIVe siècle        | Avec l'église Saint-Jean-Baptiste et les collections du musée |       |
| Site historique de Glavica                                                   | Bilješevo         |                 | À partir du Moyen Âge          |                                                               |       |
| Tour de Hadži Muhamed Bey                                                    | Ribnica           |                 | ?                              | Connue sous le nom de « tribunal turc »                       |       |
| Maison d'Ivo Dusper                                                          | Kraljeva Sutjeska |                 | Première moitié du XIXe siècle |                                                               |       |
| Site archéologique d'Obre (Obre II)                                          | Obre              |                 | Néolithique                    | Site archéologique ; culture de Butmir                        |       |
| Palais gouvernemental de Kraljeva Sutjeska                                   | Kraljeva Sutjeska |                 | XIVe-XVe siècles               | Site archéologique                                            |       |
| Collection de 22 incunables dans le couvent franciscain de Kraljeva Sutjeska | Kraljeva Sutjeska |                 | Avant 1500                     |                                                               |       |